# ريزارد يانكوفسكي
ريزارد يانكوفسكي (بالبولندية: Ryszard Jankowski) (10 أبريل 1960 ببولندا - ) هو لاعب كرة قدم بولندي في مركز حراسة المرمى. شارك مع منتخب بولندا لكرة القدم. أما مع النوادي، فقد لعب مع لخ بوزنان ووارتا بوزنان ونادي تريليبورج ‏ وGórnik Konin ‏.

## وصلات خارجية
- ريزارد يانكوفسكي على موقع قاعدة بيانات كرة القدم.إي يو (الإنجليزية)